# Etlantepec
Etlantepec är en ort i Mexiko.   Den ligger i kommunen Tlacolulan och delstaten Veracruz, i den sydöstra delen av landet, 230 km öster om huvudstaden Mexico City. Etlantepec ligger 2 183 meter över havet och antalet invånare är 664.
Terrängen runt Etlantepec är huvudsakligen kuperad, men åt nordväst är den bergig. Runt Etlantepec är det ganska tätbefolkat, med 172 invånare per kvadratkilometer. Närmaste större samhälle är Xalapa, 18,7 km söder om Etlantepec. I omgivningarna runt Etlantepec växer huvudsakligen savannskog.